# Lista de Membros Correspondentes da Academia Brasileira de Ciências Empossados em 1996
Esta lista contém os nomes dos membros correspondentes da Academia Brasileira de Ciências empossados em 1996. 
| Imagem | Nome                   | Datas de nascimento e falecimento      | Local de nascimento | Área de especialização | Alma mater                                   | Data de posse      | Conhecido por                                                                                              | Referências |
| ------ | ---------------------- | -------------------------------------- | ------------------- | ---------------------- | -------------------------------------------- | ------------------ | --- | ----------- |
|        | Klaus Hafner           | 10 de dezembro de 1927                 | Potsdam, Alemanha   | Ciências Químicas      |                                              | 24 de maio de 1996 | Síntese de Ziegler-Hafner                                                                                  | [ 2 ]       |
|        | Piérre Sabaté          | 03 de abril de 1943                    | França              | Ciências da Terra      |                                              | 24 de maio de 1996 | | [ 3 ]       |
|        | Renato Rodolfo Andreis | 06 de abril de 1935                    | Argentina           | Ciências da Terra      | Universidade Nacional de La Plata, Argentina | 24 de maio de 1996 | | [ 4 ]       |
|        | Robert Roussarie       | 05 de janeiro de 1944                  |                     | Ciências Matemáticas   |                                              | 24 de maio de 1996 | | [ 5 ]       |
|        | Walter Baltensperger   | 30 de maio de 1927 15 de junho de 2015 | Zurique, Suíça      | Ciências Físicas       | ETHZ, Suíça                                  | 24 de maio de 1996 | Foi orientado pelo Nobel de Física, Wolfgang Pauli e pelo acadêmico correspondente da ABC, Léon Rosenfeld. | [ 6 ]       |